# Catasetum cernuum
Catasetum cernuum (tên tiếng Anh là Nodding Catasetum) là một loài phong lan.

## Hình ảnh

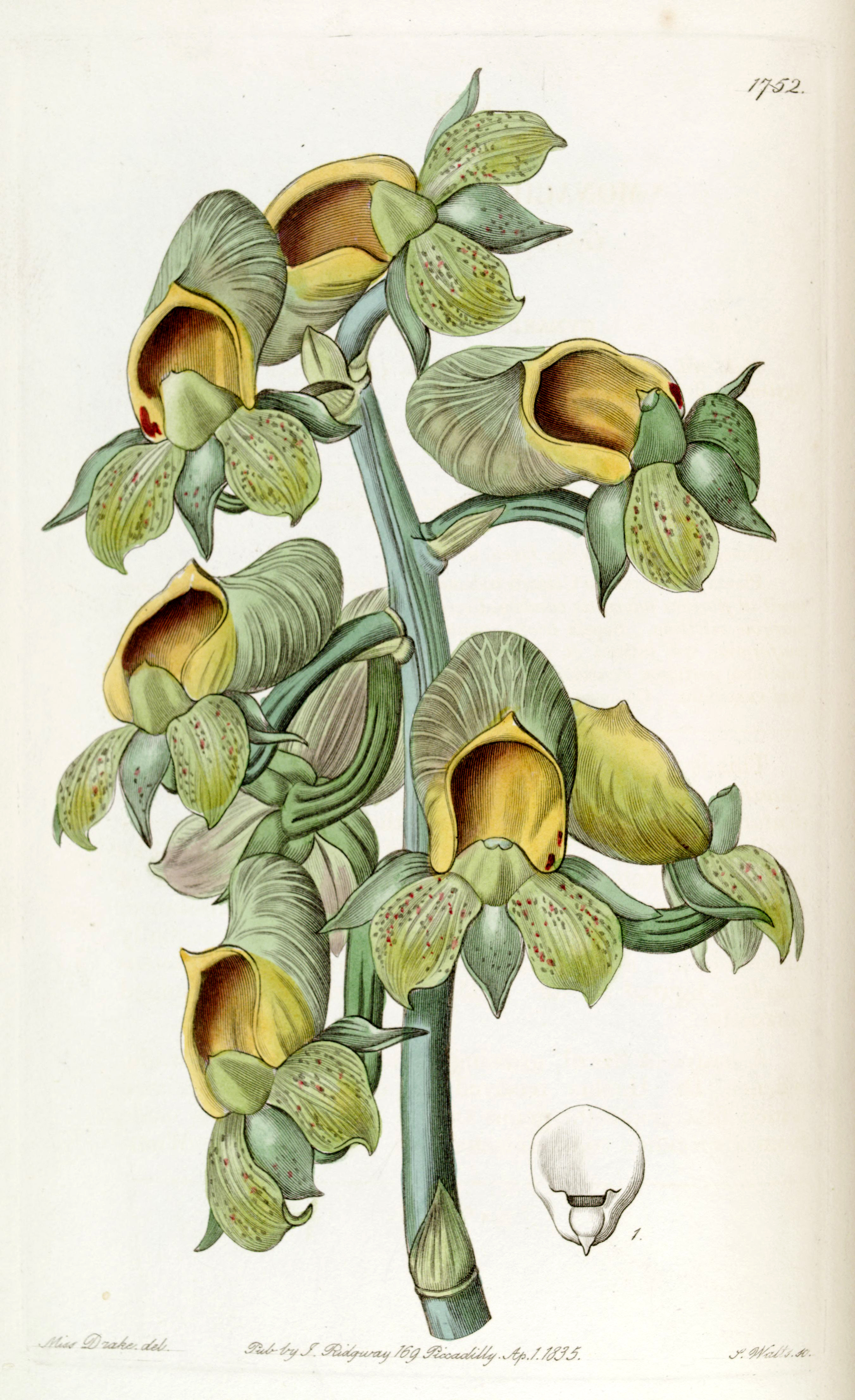
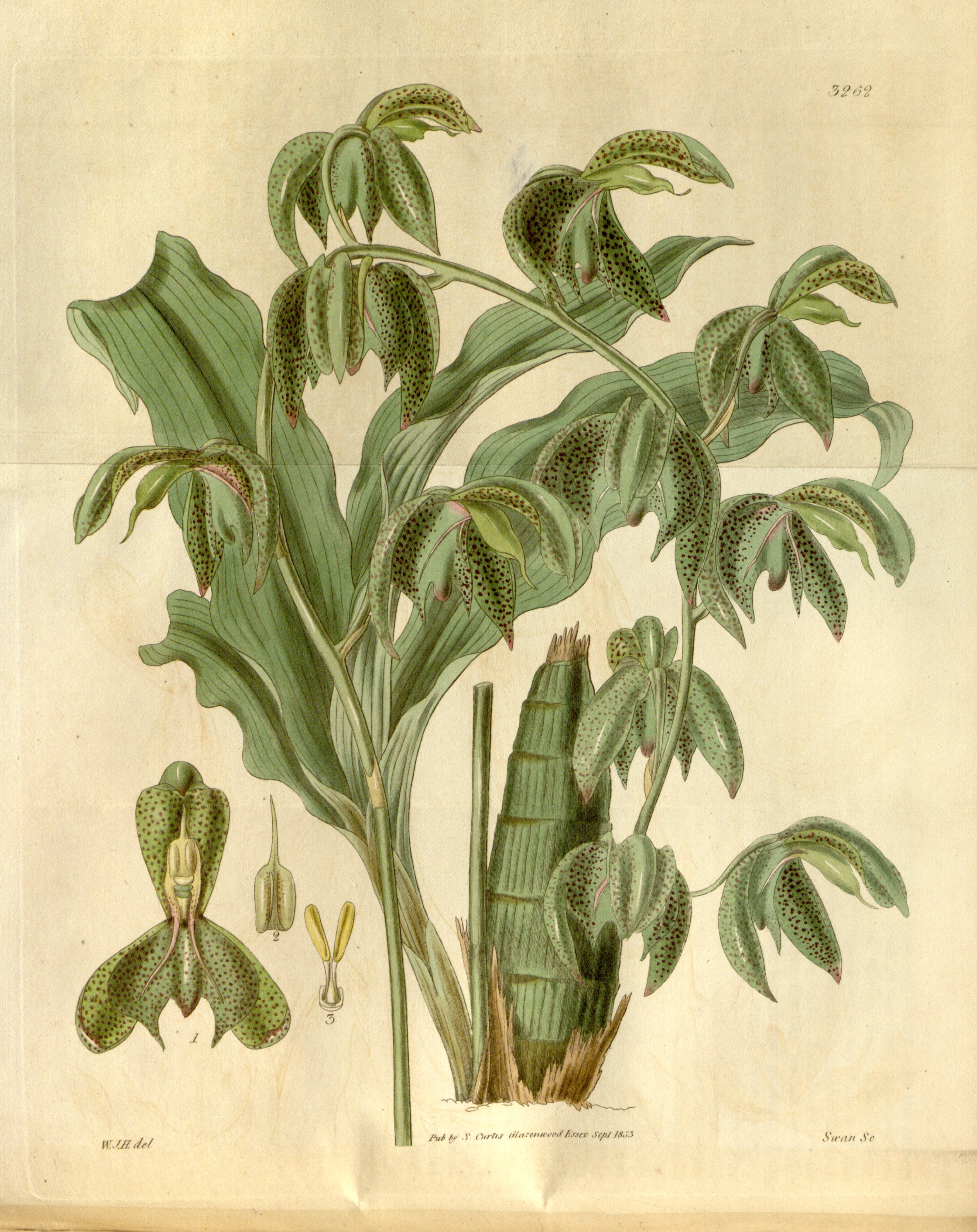
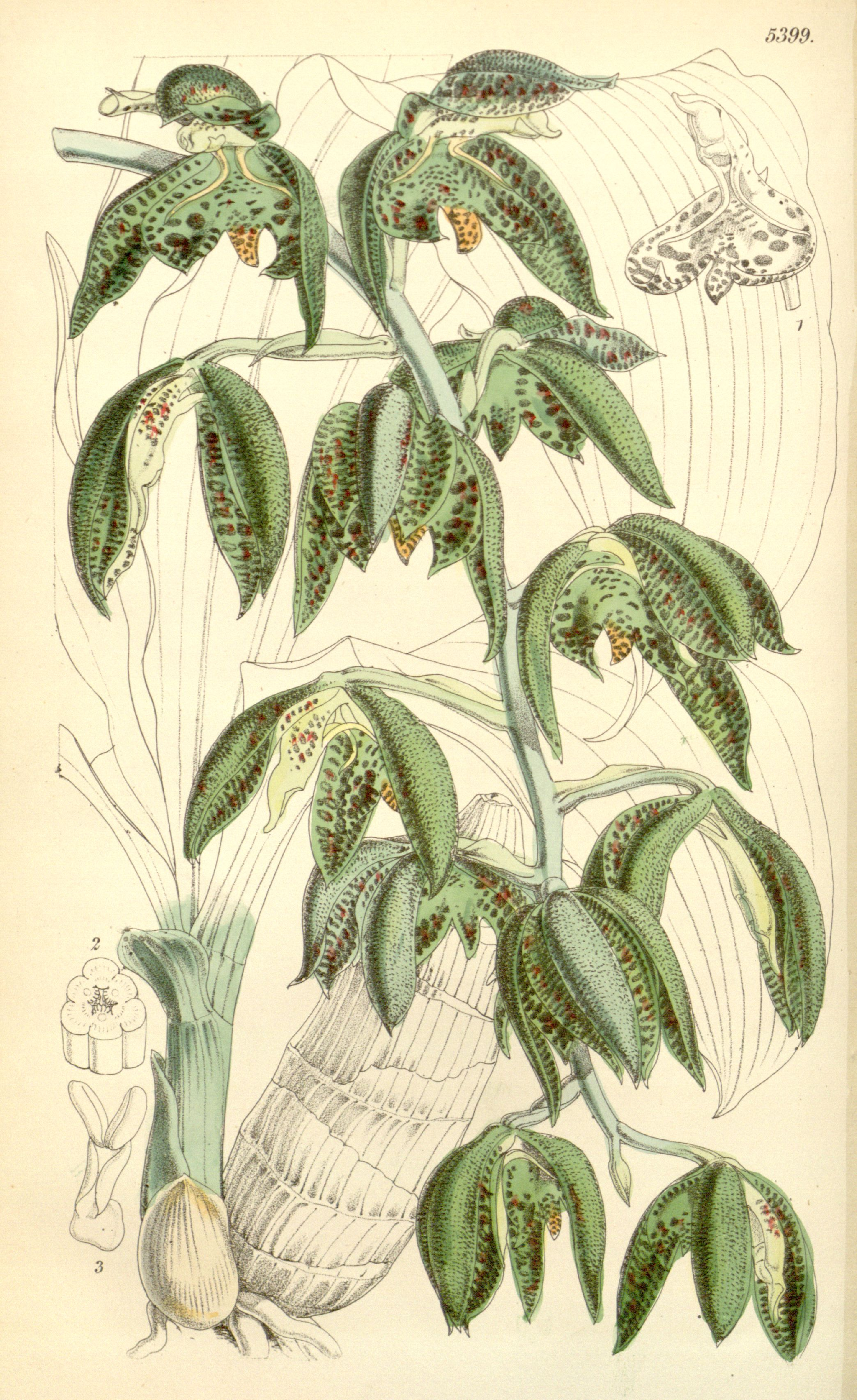
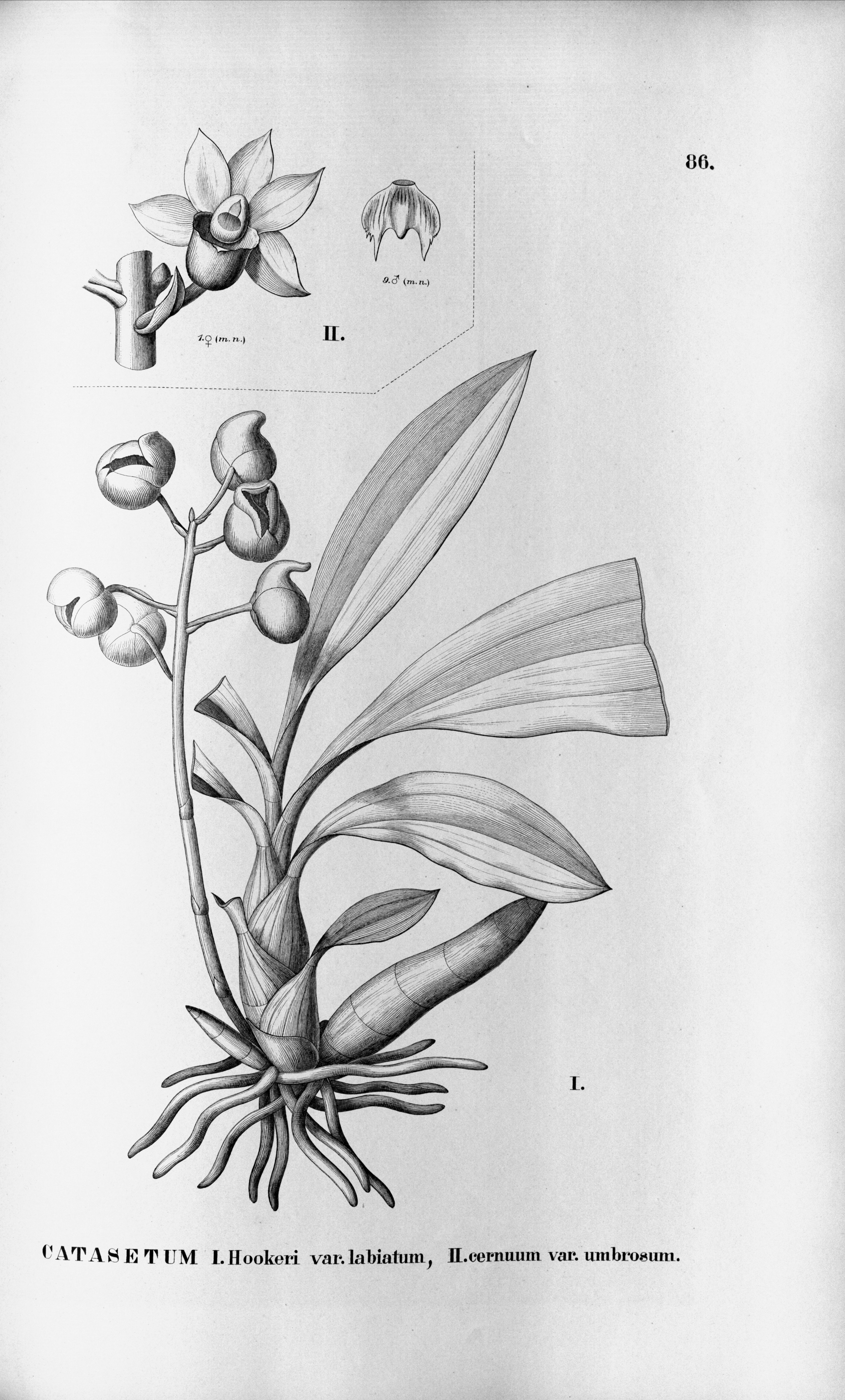